# 多田真鋤
多田 真鋤（ただ ますき、1927年5月25日 - 2015年7月12日）は、日本の政治学者。専門は、西洋政治思想史。法学博士。慶應義塾大学名誉教授。

## 人物
福岡県生まれ。1950年慶應義塾大学法学部政治学科卒業、1950年同法学部助手・同法学部通信教育課程インストラクター、1956年同法学部助教授、1963年同法学部教授、1968年同通信教育部長、88年慶應義塾大学早期退職、同名誉教授、「近代ドイツ政治思想研究」で法学博士の学位を取得、横浜商科大学商学部教授。1998年横浜商科大学定年退職。日本文化大学法学部客員教授。2003年日本文化大学退職。この他に、旧司法試験第一次試験考査委員や維新政党・新風講師も務めた。主としてドイツの保守思想を研究した。

## 著書
- 『近代ドイツ政治思想史序説』慶応通信 1966
- 『近代ドイツ政治思想研究 ナチズムの理念史』慶応通信 1968
- 『保守の意識』南窓社 1972
- 『政治・文化・歴史 保守主義の世界観』南窓社 1976
- 『政治哲学概論』慶応通信 1976
- 『政治哲学の諸問題』慶応通信 1979
- 『近代ドイツ政治思想史』南窓社 1981
- 『近代ドイツ政治思想研究』慶応通信 1988
- 『政治理論と政治思想』慶応通信 1990
- 『反近代思想論 ヨーロッパと日本』慶応通信 1994
- 『ヨーロッパ近代政治社会思想史』慶応義塾大学出版会 1996

### 共編著
- 『各国別にみたる近代政治思想史』編著 南窓社 1969
- 『政治学講義』島田久吉共著 慶応通信 1971
- 『イギリスとドイツの政治思想』編 南窓社 1978
- 『政治学概論』編著 慶応通信 (発売) 1980

### 翻訳
- クルト・シュテルンベルク『政治哲学史』慶応通信 1989

## 論文
- Cinii